# Sant Ferriol
Sant Ferriol település Spanyolországban, Girona tartományban. Sant Ferriol Beuda, Besalú, Maià de Montcal, Serinyà, Sant Miquel de Campmajor, Mieres, Santa Pau, Sant Jaume de Llierca, Argelaguer és Sales de Llierca községekkel határos. Lakosainak száma 233 fő (2024).

## Népesség
A település népessége az elmúlt években az alábbi módon változott:
| Lakosok száma | 279  | 966  | 815  | 506  | 181  | 198  | 216  | 240  | 243  | 233  |
|               | 1717 | 1887 | 1936 | 1960 | 1986 | 2004 | 2009 | 2014 | 2019 | 2024 |